# Víctor Hugo Rivera
Víctor Hugo Rivera Chávez (Arequipa, 11 de enero de 1967) es un político y árbitro de fútbol peruano, internacional desde 2001.

## Carrera arbitral
Comenzó a arbitrar en la liga peruana de fútbol en 1997, recibiendo la clasificación internacional en 2001, dirigiendo partidos de Copa Libertadores, Copa Sudamericana y torneos internacionales como el Sudamericano Sub-20 en 2003 y 2007, y un partido durante la Copa América 2007, el Estados Unidos-Paraguay 1-3.
En el verano de 2011 fue convocado para la fase final de la Copa América (segunda aparición consecutiva).
Tras su retiro, fue presidente de la Comisión Nacional de Árbitros (CONAR).

## Carrera política
Postuló a la alcaldía de Arequipa en las elecciones de 2010, por Juntos por el Sur, sin ser elegido.
En 2013 fundó el movimiento regional Juntos por el Desarrollo de Arequipa postulando a la alcaldía de Arequipa en las elecciones de 2014 y 2018, sin ser elegido.
En las elecciones parlamentarias extraordinarias de Perú de 2020 postuló al congreso por Vamos Perú sin ser elegido.
En las elecciones municipales de Arequipa de 2022 fue electo alcalde de Arequipa con un ligero margen.